# Колчина, Алевтина Павловна
Алевти́на Па́вловна Ко́лчина (в девичестве — Леонтьева, урожденная Бакилина; 11 ноября 1930, Павловский, Уральская область — 1 марта 2022, Отепя, Валгамаа) — советская лыжница, олимпийская чемпионка (1964), семикратная чемпионка мира, 13-кратная чемпионка СССР, заслуженный мастер спорта СССР (1958).
Вдова олимпийского чемпиона по лыжным гонкам Павла Колчина. Сын Алевтины и Павла Колчиных Фёдор выступал в лыжном двоеборье на Олимпийских играх 1980 года и занял 15-е место.

## Спортивная карьера
- Олимпийская чемпионка 1964 в эстафете 3×5 км (с Евдокией Мекшило и Клавдией Боярских)
- Серебряный призёр олимпийских игр 1956 в эстафете 3×5 км
- Бронзовый призёр олимпийских игр: 1964 (5 км), 1968 (5 км, эстафета 3×5 км)
- Участница зимних олимпийских игр 1960 — 4 место (10 км)
- 7-кратная чемпионка мира: 1958 (10 км, эстафета 3×5 км), 1962 (5 км, 10 км, эстафета 3×5 км), 1966 (5 км, эстафета 3×5 км)
- Серебряный призёр чемпионата мира 1962 (10 км)
- Победительница Холменколленских игр[англ.] 1961—1963 (10 км)
- 13-кратная чемпионка СССР: 1956, 1958, 1960, 1962, 1963 (5 км); 1959, 1962, 1963, 1964, 1967 (10 км); 1959, 1960, 1963 (эстафета 4×5 км)

## Биография
- Окончила ГЦОЛИФК (1956), преподаватель.
- Автор книги «О лыжах и о себе» (1978, в соавторстве с Павлом Колчиным).
- Являясь гражданкой Эстонии, с 1980-х годов проживала недалеко от города Отепя[3].

## Награды
- Орден «Знак Почёта» (27.04.1957) — «за успехи, достигнутые в деле развития массового физкультурного движения в стране, повышения мастерства советских спортсменов, и успешное выступление на международных соревнованиях»
- Медаль Хольменколлена